# アレクサンドル・ヴィノグラードフ
アレクサンドル・パヴロヴィチ・ヴィノグラードフ（ロシア語: Алекса́ндр Па́влович Виногра́дов, ラテン文字転写: Alexander Pavlovich Vinogradov、1895年8月21日 - 1975年11月16日）は、ソビエト連邦の地球化学者、学士会会員（1953年）、社会主義労働英雄（1949年、1975年）である。
1895年にヤロスラヴリ州Petretsovoで生まれ、1928年から、ソビエト社会主義共和国連邦科学アカデミーの生物地球化学問題研究所の助手となった。1975年にモスクワで死去した。